# Çöreğibüyük, Tokat
Çöreğibüyük là một xã thuộc thành phố Tokat, tỉnh Tokat, Thổ Nhĩ Kỳ. Dân số thời điểm năm 2011 là 348 người.